# Tipula (Yamatotipula) sulphurea jacksonensis
Tipula (Yamatotipula) sulphurea jacksonensis is een ondersoort van de tweevleugelige Tipula (Yamatotipula) sulphurea uit de familie langpootmuggen (Tipulidae). De ondersoort komt voor in het Nearctisch gebied.